# Félix Murazzo
Félix Medardo Murazzo Carrillo (Lima, 31 de marzo de 1951) es un general en retiro, detective y político peruano. Fue ministro del Interior durante el gobierno de Alejandro Toledo y director general de la Policía Nacional del Perú desde 2004 hasta el 2005.

## Biografía
Nació en la ciudad de Lima, el 31 de marzo de 1951.

### Trayectoria policial
En 1968 ingresó a la Escuela de Oficiales de Investigaciones del Centro de Instrucción de la Policía de Investigaciones del Perú (CINPIP), de la que egresó en 1972 con el grado de subcomisario. Se especializó en criminalística. En 1973 y 1974 formó parte del equipo fundador de la Dirección de Identificación Civil PIP (DIRICI). En 1981, ya como capitán de la Policía de Investigaciones del Perú, se integró a la Oficina de Investigaciones Especiales de la Policía del Ministerio Público.
En 1988, ya como mayor de la Policía de Investigaciones del Perú, se integró a la Dirección contra el Terrorismo. Era comandante PNP, cuando en 1991 pasó a Piura como Jefe de Seguridad del Estado y Contra el Terrorismo. Por su destacada labor, el municipio de Piura lo condecoró con la medalla de oro de la ciudad. En 1994 fue nombrado jefe subregional de Tumbes, en la frontera norte del Perú, donde fue congratulado como personaje del año 1994. Durante la guerra del Cenepa se encargó de coordinar el abastecimiento de los puestos de vigilancia de frontera de la Policía Nacional así como las tareas de prevención ante la eventualidad de una extensión del conflicto.
Era ya coronel PNP cuando pasó a ser jefe de la Oficina Central Nacional de la Interpol en Lima. Por concurso, es nombrado jefe Subregional de Interpol para América del Sur, con sede en Buenos Aires, iniciando sus funciones en agosto del 2000, las mismas que se prolongaron durante tres años. El 1 de enero del 2001, ya durante el gobierno de transición de Valentín Paniagua, fue ascendido a general de la Policía Nacional del Perú.

## Trayectoria política
Durante el gobierno del presidente Alejandro Toledo, pasó a ser director general de la Policía Nacional del Perú en 2004, mostrándose muy comprometido con el fortalecimiento de la reforma policial emprendida por dicho gobierno.

### Ministro del Interior
El 14 de enero del 2005, Murazzo fue nombrado como ministro del Interior en reemplazo de Javier Reátegui.
Murazzo se caracterizó, durante sus gestiones como ministro y como general de la PNP, por su participación en la solución del Andahuaylazo protagonizado por Antauro Humala y sus rebeldes en la ciudad de Andahuaylas.
Se mantuvo al frente del despacho del Interior hasta junio del mismo año, debido a una denuncia periodística en donde un antiguo subordinado suyo, el mayor PNP en retiro, Juan Gaviria, acusó a Murazzo de haberse puesto al servicio del condenado Vladimiro Montesinos, durante el gobierno del expresidente Alberto Fujimori, y que, en su calidad de jefe de la oficina de la Interpol en Lima, había coordinado con su par de Varsovia la arbitraria detención, por unas horas, del empresario Baruch Ivcher (entonces dueño de Frecuencia Latina), en el aeropuerto de Varsovia, el 24 de junio del año 2000. Dicho escándalo desatado cuestionó la permanencia de Murazzo en el Mininter y finalmente dejó el cargo el 18 de agosto del mismo año, siendo reemplazo por Rómulo Pizarro.
Durante las elecciones generales del 2016, Murazzo reapareció en el ámbito político y fue presentado por el candidato presidencial de Todos por el Perú, Julio Guzmán, como integrante de su equipo de seguridad ciudadana. Sin embargo, fue separado del entorno de Todos por el Perú tras sus anteriores cuestionamiento con Vladimiro Montesinos y por su supuesta participación en el acta de sujeción que respaldaba el autogolpe de estado realizado el 5 de abril de 1992.
En 2022, reapareció apoyando al partido Frente de la Esperanza de Fernando Olivera.